# Physotheca
Physotheca là một chi rêu trong họ Geocalycaceae.